# Vermelhinha

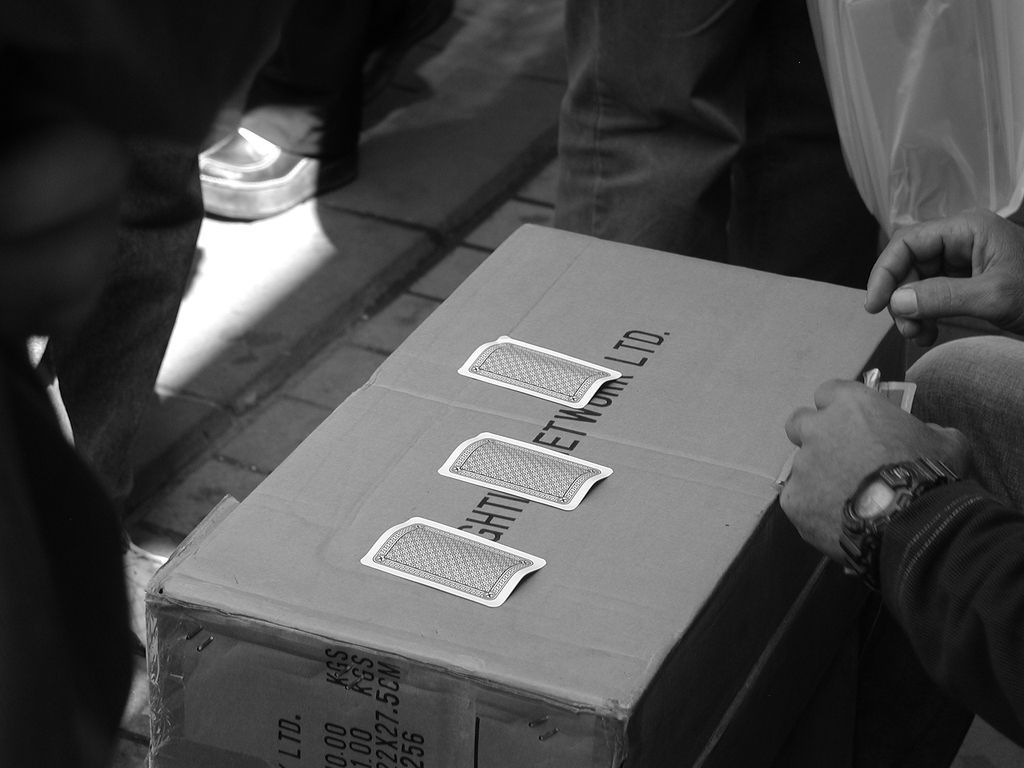

O jogo da vermelhinha ou simplesmente vermelhinha é um jogo de azar em que o jogador tem de adivinhar a localização da carta de naipe vermelho (ouros ou copas), dentre três cartas voltadas para baixo, dispostas sobre uma mesa pelo banqueiro ou croupier. Das três cartas, duas têm naipe de cor preta (espadas ou paus) e só uma - a epónima «vermelhinha»- tem o naipe vermelho.

## Mecânica de jogo
Este tipo de jogos a dinheiro existe há séculos e baseia-se na ideia de que um jogador, depois de apostar, será capaz de ficar de olho num determinado objeto ou carta, enquanto o banqueiro do jogos, geralmente através de prestidigitação ou trapaças, mistura as cartas ou copos.

## Burla
A vermelhinha é um exemplo clássico de um jogo fraudulento, burla ou embuste. Com efeito, na língua portuguesa, é comum a expressão «fazer a vermelhinha», para significar ludibriar ou burlar alguém.
Deste modo, além de poder contar com os seus dotes de prestidigitação, para ludibriar o jogador, o banqueiro, pode ainda valer-se de cúmplices, para levar a cabo o logro sobre o jogador. 
Deste modo, além do jogador e do banqueiro, pode ainda figurar em cena um aparente transeunte ou terceiro imparcial, que se oferece para opinar e ajudar o jogador vencer o jogo, quando na realidade faz o contrário, encontrando-se secretamente conluiado com o banqueiro. O jogador não tem grandes hipóteses de vencer, em qualquer momento do jogo. Com efeito, é muito possível que qualquer pretenso jogador que se veja a ganhar alguma coisa ao jogo, possa na verdade tratar-se de um cúmplice do banqueiro, que está a jogar apenas para convencer as próximas vítimas da burla, de que aquele jogo é legítimo e que lhes é possível ganhar-lo.

## Na televisão
- Episódio 55 da série televisiva "Todos Contra o Chris"
- Episódio 13 da primeira temporada de "Caverna do Dragão"